# Isoleucas
Isoleucas és un gènere d'angiospermes que pertany a la família de les lamiàcies. Natiu de la Penínsuña Aràbiga i Somàlia.

## Taxonomia
- Isoleucas arabica
- Isoleucas somala